# Alfredtown
Alfredtown ist ein ländlicher Ort in New South Wales, Australien.

## Geographie
Alfredtown wird von Wagga Wagga City verwaltet. Der Ort ist etwa 364 km südwestlich vom Stadtzentrum Sydneys und 17 km östlich von Wagga Wagga entfernt. Mit 1 Einwohner/km² ist der Ort sehr dünn besiedelt. Durch den Ort führt der Sturt Highway.

## Demographie
Mit Stand von 2021 hatte Alfredtown 80 Einwohner, von denen 79 die australische Staatsangehörigkeit besaßen. Das Medianalter lag bei 41 Jahren. Das mittlere Einkommen pro Person betrug 814 Australische Dollar, das mittlere Haushaltseinkommen lag bei 2624 AUD, womit es zu den höheren Haushaltseinkommen im landesweiten Vergleich (1746 AUD) zählte.

## Öffentliche Einrichtungen
In Alfredtown gibt es einen Park, das Shanty Reserve.